# Cant Clough Beck
Der Cant Clough Beck ist ein Wasserlauf in Lancashire, England. Er entsteht aus dem Zusammenfluss von Rams Clough und Black Clough an der Nordseite des Worsthorne Moor. Er fließt in westlicher Richtung und mündet in das Cant Clough Reservoir an dessen Ostseite. Er verlässt den Stausee an dessen Südwestecke und fließt weiter in westlicher Richtung, bis er bei seinem Zusammentreffen mit dem Shedden Clough das Rock Water bildet.